# ژرار ددیان
ژرار ددیان (ارمنی: Ժերար Շառլի Տետեյան (Դեդեյան Ժիրայր؛ انگلیسی: Gérard Dédéyan؛ زادهٔ ۴ فوریهٔ ۱۹۴۲) تاریخ‌نگار متخصص نسل‌کشی ارمنی‌ها اهل فرانسه است. وی عضو فرهنگستان ملی علوم ارمنستان نیز می‌باشد.

## زندگی‌نامه
وی در ۴ فوریهٔ ۱۹۴۲ در نانت به دنیا آمد و از  فارغ‌التحصیل شد. وی همچنین برندهٔ جوایزی همچون Prix Biguet فرهنگستان فرانسه شده‌است. وی پسر شارل ددیان می‌باشد.